# Beata Syta
Beata Syta (* 10. April 1971 in Warschau, verheiratete Beata Hankiewicz) ist eine ehemalige polnische Badmintonspielerin. 

## Sportliche Karriere
Beata Syta gewann 1988 ihre ersten Titel im Dameneinzel und Damendoppel bei den Polnischen Meisterschaften der Junioren. Im Folgejahr konnte sie beide Titel verteidigen. 1990 siegte sie erstmals bei den Erwachsenen. Auch hier konnte sie die Titel im Dameneinzel und Damendoppel erringen.
1992 startete sie im Damendoppel mit Bożena Haracz bei Olympia. Sie verloren ihr Auftaktmatch gegen Finarsih und Lili Tampi aus Indonesien mit 0:2 Sätzen und wurde somit 17. 

## Sportliche Erfolge
| Saison | Veranstaltung                          | Disziplin   | Platz | Name                                                           |
| ------ | -------------------------------------- | ----------- | ----- | -------------------------------------------------------------- |
| 1988   | Polnische Meisterschaften der Junioren | Damendoppel | 1     | Beata Syta / Sylwia Wiechowska                                 |
| 1988   | Polnische Meisterschaften der Junioren | Dameneinzel | 1     | Beata Syta                                                     |
| 1989   | Polnische Meisterschaften der Junioren | Damendoppel | 1     | Beata Syta / Sylwia Wiechowska                                 |
| 1989   | Polnische Meisterschaften der Junioren | Dameneinzel | 1     | Beata Syta                                                     |
| 1990   | Polnische Einzelmeisterschaften        | Damendoppel | 1     | Bożena Haracz / Beata Syta (Technik Głubczyce)                 |
| 1990   | Polnische Einzelmeisterschaften        | Dameneinzel | 1     | Beata Syta (Technik Głubczyce)                                 |
| 1991   | Polnische Einzelmeisterschaften        | Dameneinzel | 3     | Beata Syta (Technik Głubczyce)                                 |
| 1991   | Polnische Einzelmeisterschaften        | Damendoppel | 2     | Katarzyna Krasowska / Beata Syta (Technik Głubczyce)           |
| 1992   | Swiss Open                             | Damendoppel | 3     | Bożena Haracz / Beata Syta                                     |
| 1992   | Polnische Einzelmeisterschaften        | Damendoppel | 2     | Elżbieta Grzybek / Beata Syta (Polonez Warszawa)               |
| 1993   | Polnische Einzelmeisterschaften        | Damendoppel | 2     | Elżbieta Grzybek / Beata Syta (Polonez Warszawa)               |
| 1994   | Polnische Einzelmeisterschaften        | Damendoppel | 2     | Elżbieta Grzybek / Beata Syta (Polonez Warszawa)               |
| 1994   | Polnische Einzelmeisterschaften        | Dameneinzel | 3     | Beata Syta (Polonez Warszawa)                                  |
| 1995   | Polnische Einzelmeisterschaften        | Damendoppel | 3     | Elżbieta Grzybek / Beata Syta (Polonez Warszawa)               |
| 1995   | Polnische Einzelmeisterschaften        | Mixed       | 3     | Robert Mateusiak / Beata Syta (Polonez Warszawa)               |
| 1996   | Polnische Einzelmeisterschaften        | Damendoppel | 2     | Sylwia Rutkiewicz / Beata Syta (Polonez Warszawa)              |
| 1997   | Polnische Einzelmeisterschaften        | Damendoppel | 2     | Bożena Haracz / Beata Syta (Azs Pś Gliwice / Polonez Warszawa) |